# Soprassuolo

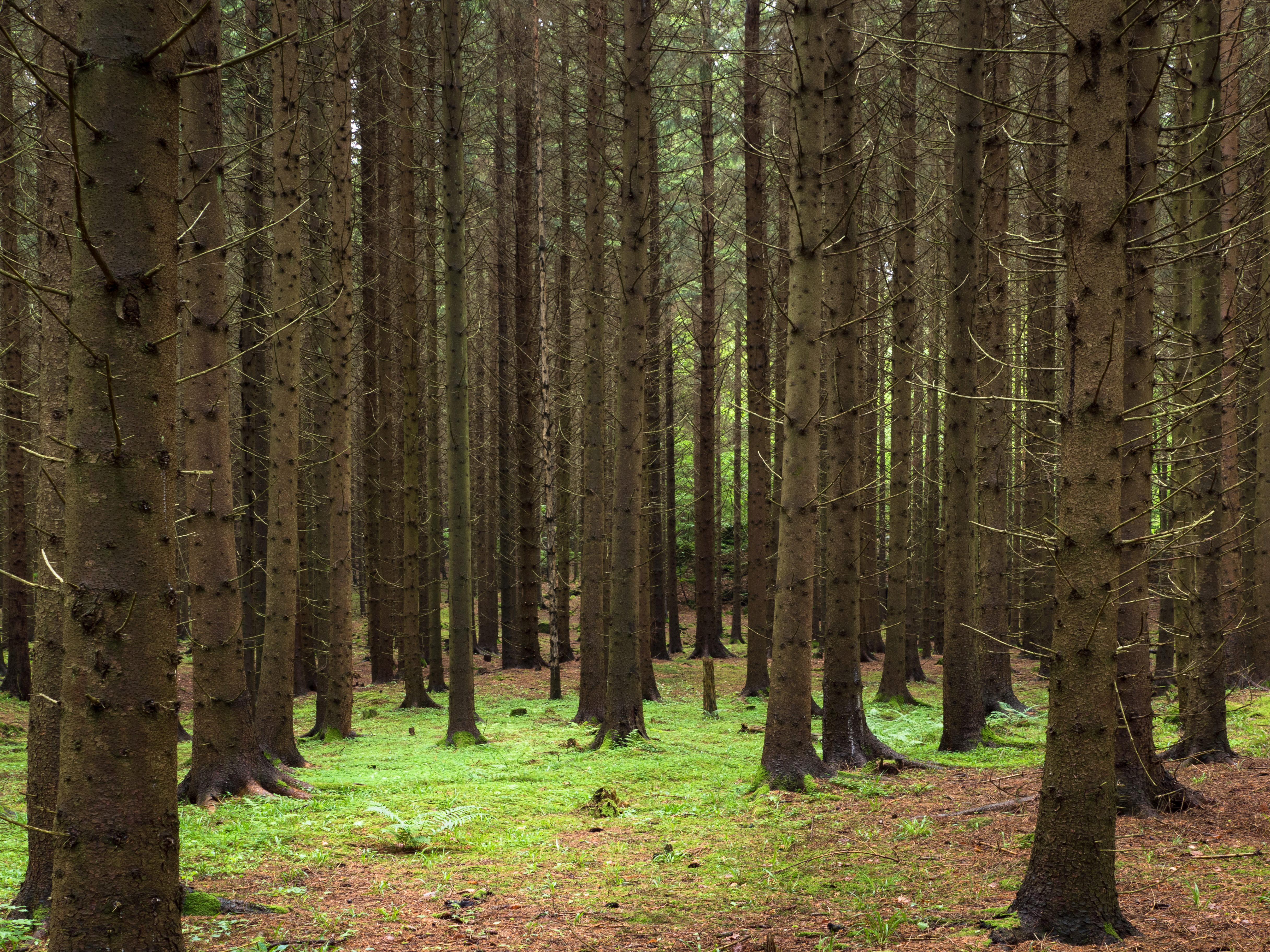

Il termine soprassuolo (o soprasuolo) indica in agronomia la parte più superficiale del terreno, utilizzata dalle radici delle piante e dai funghi. Si contrappone in questo senso al sottosuolo. Esso è lo strato dedicato alla coltivazione. Più in generale il termine viene talora usato per indicare anche la vegetazione che vi insiste

## Soprassuolo forestale[2]
È questo l'insieme del terreno di un bosco e delle essenze vegetali che vi si sviluppano. Ai fini della descrizione particellare il soprasuolo può essere analizzato nelle sue caratteristiche stazionali (riguardano il luogo e il terreno su cui le piante stazionano) e in quelle vegetali (riguardano le piante e la loro morfologia).

### Caratteristiche vegetali
Per quest'ultime sono rilevanti: l'origine (naturale o artificiale), la composizione (percentuale delle singole specie arboree presenti), struttura (disposizione nello spazio delle piante, sia nella distribuzione orizzontale che nel diverso sviluppo verticale). Il soprasuolo può essere inoltre caratterizzato dal punto di vista cronologico da disetaneità (piante sviluppate in tempi fortemente diversi) o da coetaneità (le piante si sono sviluppate all'incirca nello stesso periodo, come dopo un incendio distruttivo).
In un bosco riprodottosi tramite i semi e non tramite polloni, come avviene nei boschi cedui, in base ai gradi di sviluppo, si parla di:
| novelleto | nascita delle prime piante o loro impianto                                    |
| spessina  | quando le chiome si toccano                                                   |
| perticaia | durante lo sviluppo verticale fino alla sua culminazione                      |
| fustaia   | quando le piante hanno superato la culminazione dell'incremento longitudinale |

Sono inoltre dati tipici, la copertura (percentuale di terreno coperto dalle chiome), la densità (numero di piante per unità di superficie), la necromassa arborea (quantità di materiale vegetale morto), lo stato vegetativo (il vigore e lo stato di salute delle piante), la forma di governo e trattamento (tipo di taglio da parte dell'uomo), l'età complessiva.
Un altro aspetto caratteristico è il profilo o struttura verticale, che può essere: 
| uniforme     | soprassuoli puri e coetanei |
| ondulato     | soprassuoli misti e coetanei |
| stratificato | soprassuoli puri o misti, a rinnovazione naturale discontinua, e pertanto formati da due o più strati, ciascuno appartenente a una diversa classe di età |
| discontinuo  | soprassuoli puri o misti, a rinnovazione continua, e quindi formati da individui di tutte le età distribuite secondo un apparente disordine nello spazio |
| scalare      | soprassuoli puri o misti per grandi gruppi con altezza variabile                                                                                         |

### Caratteristiche stazionali
Sono queste l'elevazione altimetrica, la pendenza, l'esposizione, la giacitura (posizione rispetto al terreno circostante), l'accidentalità intesa come struttura del terreno (burroni, declivi gentili, frane). Per quanto riguarda il terreno, è importante il parametro della fertilità. Questa è un parametro espressivo delle caratteristiche di produttività della stazione. Il suo accertamento analitico può  essere condotto quantificando i fattori microclimatici (come il regime pluviometrico) e edafici (profondità, percentuale di scheletro, contenuto di sabbia, limo, argilla, qualità dell’humus, tenore in azoto, rapporto C/N, ecc.). Un accertamento sintetico invece consiste nell’analizzare la vegetazione del sottobosco, evidenziando la presenza di specie indicatrici: a es., nelle faggete appenniniche la presenza di acetosella  indica condizioni di buona fertilità, mentre sono indicatrici di minore fertilità l'erba lucciola e le graminacee.